# Marcel Rivas
Oswaldo Marcel Martín Rivas Falón (Cochabamba; Bolivia; 13 de febrero de 1975) es un empresario constructor y político boliviano que ocupó el alto cargo de director general de Migración de Bolivia desde el 19 de noviembre de 2019 hasta el 4 de noviembre de 2020 durante el gobierno de la presidenta Jeanine Áñez Chávez.

## Biografía
Marcel Rivas nació en la ciudad de Cochabamba un 13 de febrero de 1975. Realizó sus estudios primarios en el colegio San Agustín y los secundarios en el colegio Salesiano Don Bosco de su ciudad natal, saliendo bachiller el año 1992. Comenzó su vida laboral ocupando algunos cargos dirigenciales dentro del ámbito deportivo siendo el fundador de la Asociación Municipal de Futbol de Salón de Colcapirhua en el departamento de Cochabamba así como también fue delegado provincial de la Federación Boliviana de Fútbol Sala (FEBOLFUSA) y luego estuvo como secretario general fundador de la Asamblea Municipal del Deporte de Colcapirhua.
Marcel Rivas ingresó también al ámbito dirigencial cívico-vecinal siendo inicialmente vicepresidente del Comíté Cívico de Colcapirhua y luego como presidente de la Federación Departamental de Juntas Vecinales (FEDJUVE) de Cochabamba, así como también fue vicepresidente de la Confederación Nacional de Juntas Vecinales de Bolivia (CONALJUVE). A su vez ingresó también al ámbito empresarial de la construcción siendo el gerente propietario de la empresa privada "KATHAROS Constructora y administradora de Consorcios".

### Candidato a diputado en 2014
Marcel Rivas ingresó a la vida política boliviana siendo todavía un joven de 39 años de edad cuando en octubre de 2014 decidió participar en las elecciones generales de ese año como candidato al cargo de diputado en representación de la alianza política Unidad Demócrata (UD) liderada en ese entonces por el gran empresario cementero Samuel Doria Medina, aunque al final no tuvo éxito en alcanzar dicho curul parlamentario.

### Elecciones primarias e"infiltración"en el MAS-IPSP
Marcel Rivas ingresó a la vida pública del país a partir del 5 de diciembre de 2018 cuando faltaba solo unas pocas semanas antes de la realización de las elecciones primarias, pues en ese momento Marcel Rivas decidió incribirse como militante del partido político Movimiento al Socialismo (MAS-IPSP) solamente con el único objetivo de impujnar la candidatura del jefe del partido Evo Morales Ayma y de Álvaro García Linera, todo esto en caso de que el Tribunal Supremo Electoral (TSE) habilite la ilegal candidatura de ambos personajes políticos para un ilegítimo cuarto mandato, que finamente lo hizo el 4 de diciembre de 2018.